# ArcInfo
ArcInfo est un quotidien suisse de langue française, né en 2018 de la fusion de L'Impartial et de L'Express,,, tous deux propriétés de ESH Médias. Il couvre le canton de Neuchâtel ainsi que l'Arc jurassien.

## Publications

### QuotidienArcInfo
Descendant de L'Express, de L’Impartial et de la Feuille d'avis de Neuchâtel, dont la première parution date de 1738, ArcInfo est le journal francophone le plus ancien au monde qui ait été publié sans interruption. Publié six jours par semaine, Arcinfo se veut apolitique et représentatif de l’entier du canton de Neuchâtel.

### Arcinfo.ch
ArcInfo.ch est lancé en 2008 comme plateforme web commune de L’Express, L’Impartial et de la télévision régionale Canal Alpha. Cette dernière en est sortie en 2011, ArcInfo restant la marque digitale unique de L’Express et L’Impartial. Le site propose des contenus en accès libre ainsi qu’une section payante avec les contenus complets du journal au format web ou e-paper.

### sortir.arcinfo.ch
Créé en février 2016, sortir.arcinfo est une plateforme online permettant aux organisateurs d’événements du canton de Neuchâtel d’inscrire gratuitement leurs manifestations.

## Tirage et audience
- 2018 : 25 000 exemplaires, 70 000 lecteurs[7]
- 2020 : 36 000 exemplaires, 99 000 lecteurs[7]
- 2022 : 32 344 exemplaires[8], 55 000 lecteurs[7]